# Jehan Alain
Jehan Alain (Saint-Germain-en-Laye, 3 de febrero de 1911-Saumur, 20 de junio de 1940) compositor y organista francés. Era el hermano de la célebre organista Marie-Claire Alain, ambos integrantes de la familia Alain.

## Biografía
Nació el 3 de febrero de 1911, Saint-Germain-en-Laye en el seno de una familia de músicos, su padre Albert Alain era organista de Maisons-Laffitte y un notable improvisador en dicho instrumento. Albert le enseñó a su hijo a tocar el órgano a muy temprana edad. Una vez en el Conservatorio Nacional Superior de París, fue alumno entre otros de Caussade, Dukas, Roger-Ducasse y Marcel Dupré, donde consiguió numerosos premios.
De 1929 a 1939 compuso obras para órgano muy personales, páginas para piano, misas y motetes. Una de sus obras más famosa es Litanies (1937) y Trois Danses (1940).
Movilizado a comienzos de la Segunda Guerra Mundial, murió en acción de guerra cerca de Saumur a los 29 años.